# Bert Verbeke
Bert Verbeke (Gent, 22 september 1983) is een Belgisch acteur, zanger en muzikant. Verbeke studeerde eerst regentaat muziek aan de Hogeschool Gent en nadien dramatische kunsten (toneel, optie musical) aan het conservatorium van Brussel, waar hij in 2009 afstudeerde. Hij heeft een zoon en een dochter.

## Theater
Verbeke acteerde reeds voor onder andere De Zwarte Komedie (Antwerpen), V.E.L.D. (met o.a. Servé Hermans (van Toneelgroep Maastricht), het Vernieuwd Gents Volkstoneel (met o.a. Bob De Moor) en Theater Froe Froe.
Ook was hij te zien in een aantal musicals: in Fiddler on the Roof als Fyedka (2011), in 2012 in Ben X als pestkop Bogaert, in 2014 en 2024 in '14-'18 van Studio 100 als 'macho avant la lettre' Albert De Smet, in 2016 in Muerto! als FARC-leider Raoul en in 2016 in musical Pippi Zet De Boel Op Stelten met onder andere Free Souffriau.
Theatervoorstellingen waarin Verbeke speelde, zijn onder andere: Iets Om Van Te Huilen met Debbie Crommelinck, Costa Blanca met Clara Cleymans, The Beauty Queen Of Leenane met Mathias Sercu, Debbie Crommelicnk, Jef Hoogmartens, Robrecht Vanden Thoren e.a. en Vrijen Met Dieren van Stany Crets.
In 2015 ging Beter Dan Ik in première, zijn solovoorstelling met eigen Nederlandstalige liedjes en een speeltekst van Jo Van Damme.
Voor de Gentse Feesten van 2016 maakte hij samen met Mathias Sercu, Debbie Crommelinck en Jef Hoogmartens de voorstelling Naamloze Gebeurtenis. Ook de jaren nadien werden heel wat stukken gespeeld tijdens de 10 dagen durende Gentse Feesten.
Zo was er in 2019 een improvisatie avond met o.a. Maaike Cafmeyer, een vuile avond met Raf van Kommil Foo etc.

## Filmografie
Zijn eerste rol op televisie was die van Bram Schepers in de Vlaamse televisieserie Thuis. Daarnaast speelde hij gastrollen in Witse, Zone Stad en De Pretshow (Ketnet). Hij was ook te zien in de kortfilm Daijobu met onder anderen Gene Bervoets en Louis Talpe. Verbeke vertolkte in 2015 de hoofdrol van Lee in Lee & Cindy C., de debuutfilm van Stany Crets. In 2016 vertolkte hij de rol van Laurent Vandenbergh in de thrillerserie Coppers. Van 2021 tot 2023 was hij te zien als Gert Albrechts in de telenovelle Lisa.

### Overzicht
- Assisen (2024) - als inspecteur Flor
- Lisa (2021-2023) - als Gert Albrechts
- Het verhaal van Vlaanderen (2023) - als Staf
- Domino (2019) - als Joe Martin
- Undercover (2019) - als man op tuinfeest
- Coppers (2016) - als Laurent Vandenbergh
- Lee & Cindy C. (2015) - als Lee
- Vermist (2015) - als Andreas
- Amateurs (2014) - als Rik
- Mega Mindy (2013) - als Vikingaanvoerder Olaf - Kokki
- Zot van Vlaanderen (2011) - als zichzelf
- Thuis (2009-2014) - als Bram Schepers

## Muziek
Hij schreef de nummers, zong en speelde gitaar en piano bij de Gentse groep Nova Zembla. 
Samen met Amaryllis Temmerman en Martine De Kok maakte hij deel uit van 'Jukebox voor kids', waarin kinderliedjes op een ludieke manier gebracht worden. 
Verbeke werd in 2013 winnaar van de wedstrijd in het Eén-programma Stars for Life.
In 2015 bracht hij samen met Ann Van Den Broeck de titelsong "Ik kies jou" van de film Lee & Cindy C uit.
In 2016 bracht hij naast o.a. Bart Peeters en Warre Borgmans een eerbetoon aan Toon Hermans in het kader van Nekka-Nacht.
In 2016 bracht Bert Verbeke de eerste single "Even Andersom" uit afkomstig van zijn toekomstige debuutplaat.

## Discografie

### Singles
| Single met hitnotering(en) in de Vlaamse Ultratop 50 | Datum van verschijnen | Datum van binnenkomst | Hoogste positie | Aantal weken | Opmerkingen                 |
| ---------------------------------------------------- | --------------------- | --------------------- | --------------- | ------------ | --------------------------- |
| Keep You Warm                                        | 2013                  | 27-12-2013            | 3               | 2            | Nr. 23 in de Radio 2 Top 30 |